# Skoki (miasto)
Skoki (niem. Schokken) – miasto w Polsce położone w województwie wielkopolskim, w powiecie wągrowieckim, siedziba gminy miejsko-wiejskiej Skoki. 
Według danych z 31 grudnia 2023 miasto liczyło 4799 mieszkańców, co daje wzrost o 20.82% względem 2009 roku.

## Położenie
Skoki położone są na pograniczu pojezierzy Gnieźnieńskiego i Chodzieskiego, nad Małą Wełną (lewy dopływ Wełny) i Jeziorem Budziszewskim. W okolicach Skoków, nad jeziorami, znajdują się ośrodki wypoczynkowe.
Według danych z 1 stycznia 2011 r. powierzchnia miasta wynosiła 11,20 km².
W latach 1975–1998 miasto administracyjnie należało do województwa poznańskiego.

## Nazwa
Miejscowość ma metrykę średniowieczną i jest notowana od XIV wieku. Źródła odnotowują nazwę w 1367 w dzisiejszej formie Skoki, 1386 Skoky, 1565 w miasteczku Skokach. Nazwa pochodzi od wyrazu skok wywodzącego się od wyrazu skoczyć, a oznaczającego w średniowieczu groblę. Określa ona w tym przypadku skok wodny i związana jest z położeniem miasta na podmokłym terenie obok rzeki Wełnianki oraz jeziora Rudno. Istnieje też legenda tłumacząca powstanie nazwy i herbu miasta od turnieju rycerskiego o rękę kasztelanki.

## Historia

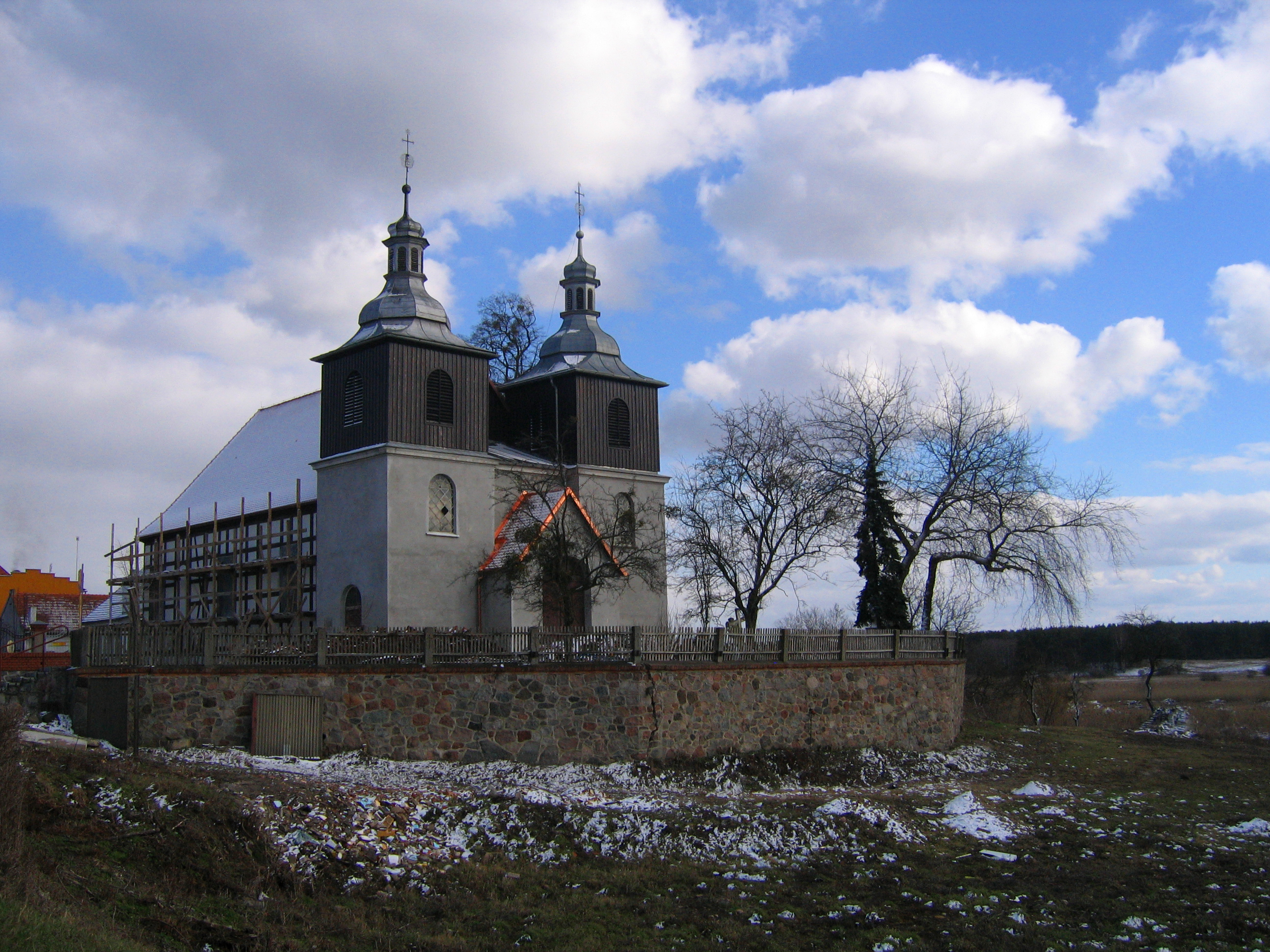
Barokowy kościół pw. św. Mikołaja

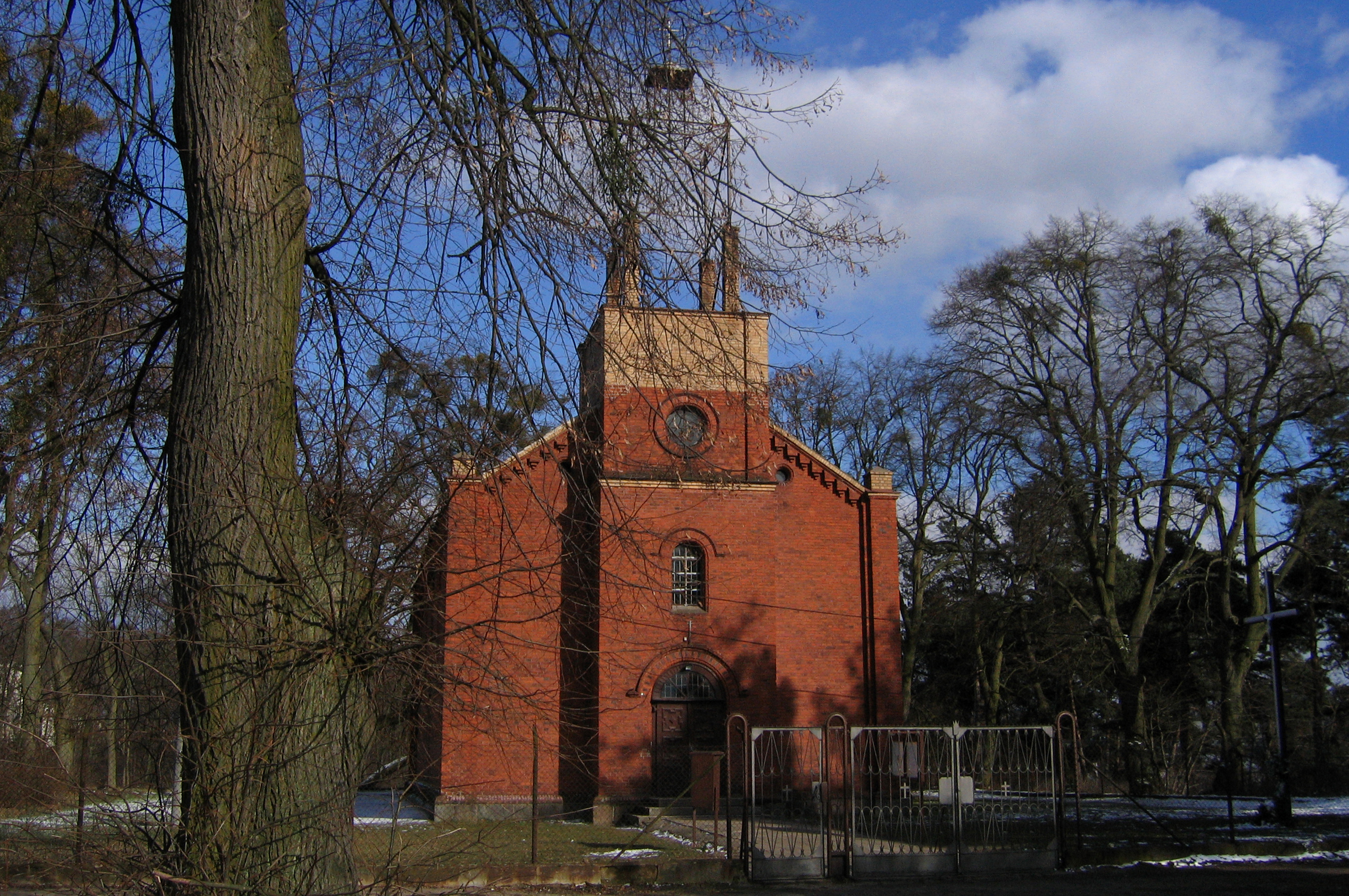
Kościół poewangelicki pw. św. Apostołów Piotra i Pawła

Miasto prywatne o charakterze rzemieślniczo-handlowym założone w 1367 przez dziedzica Podlesia - Janusza. W 1373 Janusz, dziedzic Podlesia i Skoków funduje i uposaża Kościół pw. św. Mikołaja Biskupa. W czasie wojny trzynastoletniej Skoki wystawiły w 1458 roku 3 pieszych wojów z rodziny właścicieli (są nimi: Jan, Jakub i Wincenty Skoccy herbu Nowina) na odsiecz oblężonej polskiej załogi Zamku w Malborku. W XVI–XVII w. ośrodek działalności braci czeskich. W latach 1630-1668 właścicielami Skoków są Rejowie: Andrzej, Mikołaj i Władysław - potomkowie Mikołaja Reja z Nagłowic. W 1632 powstaje tzw. Nowe Miasto w Skokach, zasiedlone głównie niekatolickimi przybyszami. Od tego momentu aż do II wojny światowej Skoki stają się miastem wielonarodowościowym oraz wielowyznaniowym, zamieszkałym przez Polaków, Niemców, Czechów, Żydów i Szkotów. W 2 poł. XVIII w. ośrodek sukiennictwa. W latach 1793–1807 i 1815–1919 w zaborze pruskim (1807–1815 w Księstwie Warszawskim); udział mieszkańców w powstaniach wielkopolskich 1848 i 1918–1919. W czasie okupacji niemieckiej 1940–1941 i 1942–1943 dwa obozy dla jeńców oficerów różnych narodowości Oflag XXI-A, później zmieniony na Oflag XXI-C.

## Gospodarka
Ośrodek usługowy; drobny przemysł metalowy, drzewny i spożywczy; gospodarstwo rybackie z ośrodkiem zarybieniowym. 

## Demografia
- Piramida wieku mieszkańców Skoków w 2014 roku[6].

## Zabytki
- zespół pałacowy z pałacem z 1870 oraz z parkiem z 2 poł. XIX w. Obecnie dom plenerowy UAP z Poznania
- kościół parafialny konstrukcji słupowo-ramowej z wypełnieniem z cegły (odmiana tzw. pruskiego muru) pw. św. Mikołaja Biskupa z 1737 roku
- poewangelicki neogotycki kościół pw. św. Apostołów Piotra i Pawła z 1855–1856

## Sport
Skocki Klub Sportowy Wełna Skoki – założony 23 października 1925 roku. Obecnie gra w lidze międzyokręgowej (6 stopień rozgrywkowy w Polsce)